# 132524 APL
132524 APL (ranije poznat po privremenoj oznaci 2002 JF56), asteroid Glavnog pojasa. Otkrio ga je tim LINEAR-a 9. svibnja 2002. u Socorru, Novi Meksiko. 13. lipnja 2006. asteroid je preletjela letjelica New Horizons, približivši mu se na 101.867 km tijekom svog putovanja prema Plutonu.
Imenovao ga je Alan Stern, glavni znanstvenik u misiji New Horizons, u čast laboratorija primijenjene fizike sveučilišta Johns Hopkins (Applied Physics Laboratory, skraćeno APL)